# Igreja de Santa Clara (Porto)

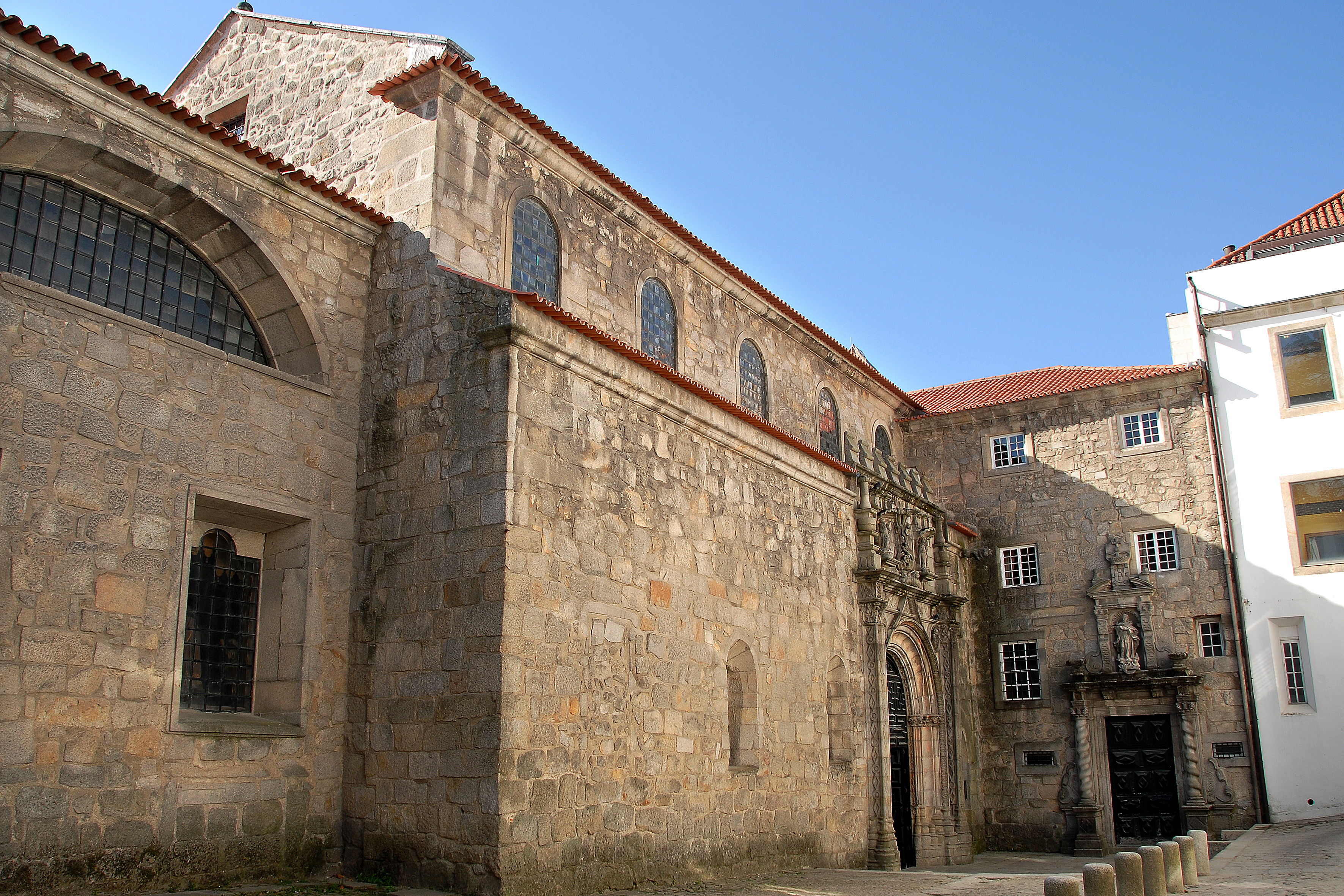
Igreja de Santa Clara in Porto

Die Igreja de Santa Clara ist eine römisch-katholische Kirche in der portugiesischen Stadt Porto. Die Kirche steht in einem Innenhof am Largo 1° Dezembro. Sie gilt als eines der besten Beispiele der mit Gold ausgekleideten Kirchen des portugiesischen Barock. Äußerlich handelt es sich um eine Barockkirche mit schlichter gotischer Fassade aus dem fünfzehnten Jahrhundert.

## Geschichte
Im Jahr 1405 gestattete Papst Innozenz VII. Königin Philippa von Lancaster, die Klarissen aus Torrão nach Porto zu verlegen, an einen Ort namens Carvalhos do Monte in der Nähe der Stadtbefestigung. Nach dem Tod der Königin war König Johann I. für den Bau verantwortlich. Der Grundstein wurde am 28. März 1416 durch den Bischof von Porto Fernando Guerra in Anwesenheit des Königs, der Prinzen Ferdinand und Alfons und des gesamten Hofstaates gelegt. Ein Großteil des Baus wurde vom Monarchen finanziert. Die Klarissen bezogen das Kloster 1427, die Kirche wurde jedoch erst 30 Jahre später fertiggestellt.

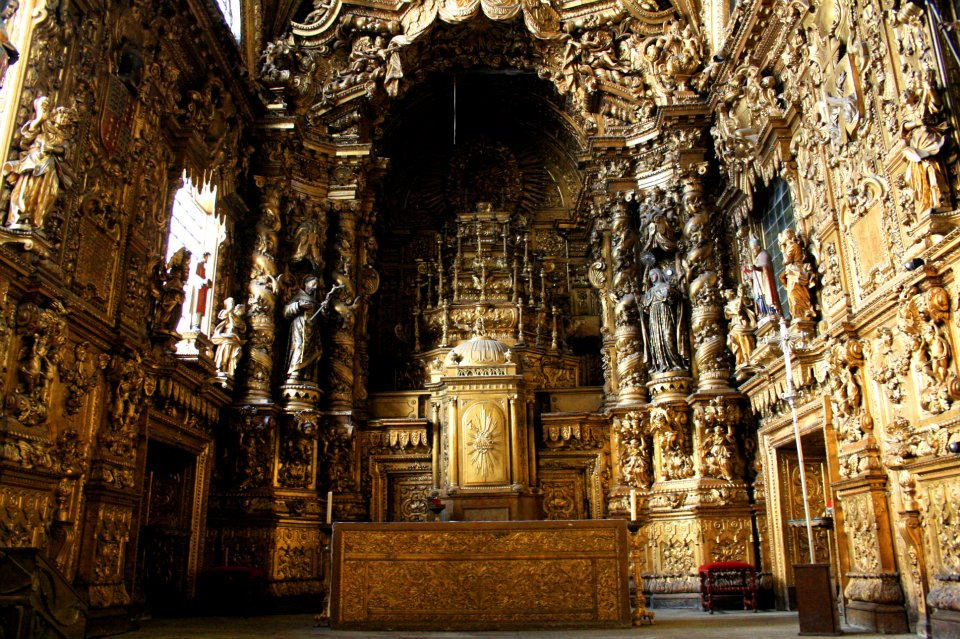
Blick auf den Altar und die vergoldeten Schnitzereien

Im 16. und 17. Jahrhundert erfolgten einige bauliche Änderungen. Aus dem August 1630 gibt es einen Vermerk im Ausgabenbuch, demzufolge die Orgel für 4000 Real repariert wurde, eine weitere Reparatur der Orgel erfolgte im Juli 1660. In den Jahren 1707 bis 1715 wurde durch den Architekten Antonio Pereira ein neues Konventsgebäude errichtet. 1729 erfolgte eine Erweiterung der Hauptkapelle. Von 1730 bis 1732 wurde von Miguel Francisco da Silva die Erweiterung der Kirche und ihre Ausstattung mit vergoldeten Schnitzereien in brasilianischem Edelholz und Blattgold vorgenommen. Diese große Veränderung erfolgte nicht, wie bei der Kirche São Francisco, in einem allmählich fortschreitenden Prozess, sondern gleichsam auf einen Schlag. Die vergoldeten Schnitzereien des Chores wurden um 1730 von dem Lissaboner Miguel Francisco da Silva ausgeführt, während das Kirchenschiff 1744 von Pedro da Silva und António José Pereira vergoldet wurde. So zeigt das Schnitzwerk eine formale Einheit, die in São Francisco, wo die Ausschmückung in mehreren Abschnitten erfolgte, nicht anzutreffen ist.
Nachdem 1834 der Orden aufgehoben wurde, blieb das Kloster noch bis zum Tod der letzten Nonne 1901 bestehen. Danach wurde das Konventsgebäude in ein Krankenhaus umgewandelt. In den Jahren 2004 und 2017 erfolgten umfangreiche Sanierungsarbeiten an der Kirche.

## Baubeschreibung
Der einschiffige Baukörper wird durch einen Chor abgeschlossen. Wie es bei der Kirche eines Frauenklosters üblich war, befand sich der Haupteingang an der nördlichen Seitenfassade. Dieses Portal, mit einem Rundbogen, wird flankiert von Pilastern und weist einen von Gebälk unterstützten Fries mit drei Nischen auf, deren Abschluss mit Zinnen versehen ist. Es vereint Tado-Gotik und Renaissance-Elemente, die im 18. Jahrhundert hinzugefügt wurden.